# Ulmo
Ulmo (nazývaný též Pán vod) je fiktivní postava v Tolkienově světě, Středozemi.
Ulmo je po Manwëm a Vardě třetím nejmocnější z Valar a Aratar. V Ardě vládne vodám. Je sám a nemá ženu. Na suchou zem příliš nechodí, preferuje hlubiny moře a řeky. Jeho palác, Ulmonan, se nachází na dně Okružního moře, Ekkai. Jen zřídkakdy dochází do Valinoru, před jeho postavením však žil s Manwëm v přátelském vztahu. O dění na zemi k němu docházejí zprávy skrz řeky, potoky, jezera a moře. Lidem a elfům se zjevuje v podobě velké přílivové vlny, která je naplní děsem. Jeho hlas je hluboký. Hraje na své rohy Ulumúri, vyrobené z bílých lastur.
Před vytvořením Arda v Hudbě Ainur byl nejlepším zpěvákem a tvůrcem hudby. Elfové dluží své dovednosti v hudbě právě učení Ulma. Dokážou rozpoznat jeho hudbu v tekoucí vodě nebo ve vlnách na moři. Ulmo nikdy nedůvěřoval Melkorovi a ten se vždy bál moře, protože moře nemohlo být zkroceno.
Ulmo nikdy neopustil a vždy pomáhal Eruovým dětem, lidem a elfům, i když na nich spočíval hněv ostatních Valar. Oponoval Oromëho návrhu přivést elfy do Amanu a ukotvit ostrov Tol Eressëa do zátoky Eldamar. Je z Valar nejvíce zodpovědný za pád Morgotha, pobízel totiž Turgona k postavení Gondolinu a Finroda k postavení Nargothrondu; zjevil se Tuorovi a poslal ho k Turgonovi, kde se nakonec oženil s jeho dcerou Idril a stal se otcem Eärendila; zachránil Eärendilovu ženu, Elwing, z vydrancování přístavů na Sirionu Fëanorovými syny a tím jí umožnil dát silmaril Eärendilovi, což mu dovolilo vstoupit do Valinoru a prosit Valar o pomoc pro Eldar a Edain. Ulmo také bránil Eruovy děti v radě před Mandosovým hněvem. Ve Třetím věku se slitoval nad Boromirem a zabránil lodi, nesoucí jeho tělo, potopit se v Rauroských vodopádech, díky čemuž mohla doplout až k moři.

## Ulmovi Maiar
Ossë spolu se svou ženou Uinen je jeho vazalem. Ti dva byli také (ještě s Melian) nejznámější z Maiar mezi elfy. Skrz ně se Ulmo dozvěděl mnohé o elfech.